# Dominique Naef
Dominique Naef ist ein Schweizer Astronom.
Er arbeitet an der Genfer Sternwarte und war vorher auch am La-Silla-Observatorium in Chile tätig. Naef ist Mitglied der Internationalen Astronomischen Union.
Naef hat zahlreiche Exoplaneten entdeckt, darunter:
- HD 100777 b
- HD 190647 b
- HD 221287 b
- HD 74156 b
- HD 74156 c